# Claire Watson
Pour les articles homonymes, voir Watson.
Claire Watson (née McLamore) (née à New York le 3 février 1927 et morte à Utting, Ammersee le 16 juillet 1986) est une soprano américaine, particulièrement associée aux œuvres de Richard Wagner et Richard Strauss, et qui fit carrière essentiellement en Europe.

## Biographie
Claire Watson étudie à la Eastman School of Music à Rochester (New York) avec la grande soprano Elisabeth Schumann et Sergius Kagen, puis à l'Académie de musique d'Amsterdam avec Eduard Lichtenstein, et enfin travaille à Vienne (Autriche) avec Otto Klemperer.
Elle débute à Graz en 1951, en Desdémone de Otello. Elle appartient à l'Opéra de Francfort de 1956 à 1958, puis à l'Opéra de Munich de 1958 à 1979, elle chante aussi à Berlin et Hambourg. 
Elle parait aussi régulièrement à l'Opéra de Vienne et au Festival de Salzbourg, au Royal Opera House de Londres et au Festival de Glyndebourne, à La Scala de Milan, l'Opéra de Rome, La Monnaie de Bruxelles, le Grand théâtre du Liceu de Barcelone, au Teatro Colon de Buenos Aires, Chicago, San Francisco, etc.
Elle s'illustre tout particulièrement dans les rôles de Richard Wagner et Richard Strauss, tels Elisabeth, Elsa, Eva, Sieglinde, Marshallin, Comtesse, Ariadne. Ainsi, elle chante à Munich le rôle d'Eva sous la direction de Joseph Keilberth en novembre 1963.  
Elle fut également très admirée dans Mozart, notamment la Comtesse dans Le nozze di Figaro, Donna Anna (qu'elle enregistre avec Klemperer en 1966) et Donna Elvira dans Don Giovanni, Fiordiligi dans Cosi fan tutte, mais aussi Agathe dans Der Freischütz (qu'elle enregistre avec Lovro von Matačić en 1963), Tatyana dans Eugène Onéguine et Ellen Ford dans Peter Grimes (qu'elle enregistre avec Benjamin Britten en 1958).
Artiste à la voix rayonnante et à l'art raffinée, Claire Watson apportait à tous ses personnages une grande humanité.

## Discographie
- 1963 (ou 1964) : Richard Wagner, Die Meistersinger von Nürnberg, rôle d'Eva, sous la direction de Joseph Keilberth, Eurodisc, 70840MR etc[1].

## Sources
- Alain Pâris, Le dictionnaire des interprètes, Robert Laffont, 1989  (ISBN 2-221-06660-X).